# Gælisk
Gælisk (ældre dansk form goidelisk) er en gruppe af keltiske sprog, der stammer fra de britiske øer. Gælisk tilhører ø-sprogsgrenen sammen med brythonisk og har været udbredt i et område fra det sydligste Irland over Isle of Man til det nordligste Skotland. Der er tale om et dialektkontinuum, så de enkelte sprog kan betragtes om dialekter af et fælles sprog. I moderne tid er der tre gælisk sprog: Irsk, manx og skotsk gælisk. Gælisk hører til den såkaldte q-gren af de keltiske sprog.

## Navngivning
Traditionelt har man tilføjet ordet "gælisk" til de tre gælisk sprog, men for irsk og manx er dette unødvendigt, da der kun findes den gæliske udgave af sproget, mens det for skotsk har været nødvendigt at præcisere, idet det ellers kan forveksles med det germanske sprog, skotsk, der sommetider benævnes lavlandsskotsk. Isoleret bruges ordet "gælisk" undertiden som betegnelse for "skotsk gælisk".
Betegnelsen for sproggruppen på de respektive sprog er Gaeilge/Gaolainn/Gaelic på irsk, Gaelg/Gailck på manx og Gàidhlig på gælisk skotsk, hvilket er afledt af det oldirske Goídelc, som igen kommer fra gammelwalisisk Guoidel, hvilket betyder "pirat".

## Sprogklassifikation
Familietræet for de gælisk sprog ser således ud:
- Keltiske sprog
  - Økeltiske sprog
    - Ældste irsk
      - Oldirsk
        - Middelirsk
          - Moderne irsk
          - Skotsk gælisk
          - Manx

## Historie og udbredelse
Gælisk var på oprindeligt afgrænset til Irland, men på et tidspunkt mellem 3. og 6. århundrede begyndte grupper af irere, af romerne kaldet "Scoti", at migrere fra Irland til det, der nu er Cornwall, Wales og Skotland. De irere, der bosatte sig i Cornwall og Wales, fik ikke nogen særlig langtrækkende indflydelse på sprogbrugen. Til gengæld smeltede sprog og kultur hos bosætterne i Dál Riada i Skotland sammen med de oprindelige pikteres sprog og kultur (Piktisk er et uddødt sprog, der formodes at være af den brythoniske gruppe). På Isle of Man er det lokale gæliske sprog manx tæt knyttet til det irske, der tales i det nordøstlige og østlige Irland, samt til det nu uddøde sprog galwegisk gælisk i Galloway i det sydvestlige Skotland med en vis indflydelse fra norrøne sprog i forbindelse med vikingeinvasionerne og fra de oprindelige britiske indbyggere.
Det ældste skrevne gæliske sprog kaldes ældste irsk, som man ser det i ogam-inskriptioner op til omkring det 4. århundrede. Formerne i dette sprog er meget tæt på og ofte identisk med galliske former, som man har fundet dem før og under romertiden. Det næste trin, oldirsk, er fundet i marginer til religiøse manuskripter på latin i perioden 6. til 10. århundrede samt i arkaiske stykker, der er kopieret eller beskrevet i middelirske tekster. Middelirsk er den umiddelbare forgænger for de moderne gæliske sprog og er den betegnelse, man bruger om sproget, der er nedskrevet i perioden 10. til 12. århundrede. Man kan finde dette sprog i en ganske pæn mængde litteratur, herunder de første irske lovtekster.
Klassisk gælisk, også betegnet tidlig moderne irsk, dækker perioden fra 13. til 18. århundrede. I den periode blev det brugt som litteratursproget i Irland og Skotland. Sproget betegnes også som klassisk irsk, men Ethnologue bruger i stedet betegnelsen "hiberno-skotsk gælisk" om dette sprog. Mens det skrevne sprog var normen, blev Irland betragtet som det gæliske hjemland for skotsk litteratur.
Senere ortografiske forskelle har resulteret i en standardisering af flere officielle ortografier. Manx-ortografien, der blev etableret i det 16. og 17. århundrede, var baseret på engelsk og walisisk praksis og blev dermed ikke en del af denne litterære standard.

## Irsk
Irsk er det ene af Irlands officielle sprog med engelsk som det andet. Mens irsk historisk set har været helt dominerende i landet, er det nu et minoritetssprog i de flest områder, selv om der findes irsktalende områder i det sydlige, vestlige og nordvestlige Irland. De områder, hvor irsk anerkendes som majoritetens sprog, kaldes gaeltachter. Om alle regeringsinstitutioner i Republikken Irland, herunder parlamentet (Oireachtas), overhuset (Seanad) og underhuset (Dáil) samt premierministeren (Taoiseach), bruges officielt irske betegnelser, også i engelsksprogede sammenhænge. I nutiden findes gaeltachterne først og fremmest i Cork-, Donegal-, Mayo-, Galway- og Kerry-amterne samt i mindre omfang i Waterford- og Meath-amterne. Ved folketællingen i 2006 anfører 1.656.790 (svarende til 41,9 % af befolkningen på tre år og derover) selv, at de er i stand til at tale irsk. Af disse taler 538.283 (32,5 %) irsk dagligt. Irsk er ved at få en renæssance i Nordirland og har fået en vis retslig status efter Belfastaftalen fra 1998. Folketællingen fra 2001 i Nordirland viser, at 167.487 (svarende til 10,4 %) af befolkningen har "noget kendskab til irsk". Samlet set betyder det, at omkring 1,8 millioner mennesker på den irske ø kan forstå sproget til en vis grad, selv om en stor andel af disse ikke taler det flydende. Folketællingerne indregner ikke de irere, der er emigreret, og af disse findes der givetvis en del, der behersker sproget. 
Før hungersnøden i Irland 1845-1849 talte størstedelen af befolkningen irsk, men hungersnøden og emigrationen førte til et fald i antallet. Først for ganske nyligt er antallet af irsktalende begyndt at stige en smule igen.
Irsk er officielt anerkendt som et af EU's arbejdssprog som det 21. sprog i unionen. Før den tid havde det status af et aftalesprog.

## Skotsk gælisk
Nogle folk i det nordlige og vestlige af det skotske fastland og de fleste på Hebriderne taler stadig skotsk gælisk, men sproget er vigende i disse år. Det antages, at omkring 60.000 mennesker i Skotland samt omkring 1.000 i Nova Scotia taler skotsk gælisk.
Sprogets historiske udbredelse var meget videre. For eksempel var det hverdagssproget i det meste af resten af det skotske højland indtil lidt over et århundrede siden. Galloway var også et gælisktalende område, men galwegisk gælisk er uddødt for over tre århundreder siden. Denne dialekt antages at have været et overgangssprog mellem skotsk gælisk og de to andre gæliske sprog. Skønt gælisk blev talt i Scottish Borders og Lothian i den tidlige højmiddelalder, lader det ikke til, at det har været talt af flertallet, og det var sandsynligvis sproget for jordejerne, den herskende og den religiøse klasse. I andre dele af lavlandet talte nogle folk britisk og andre skotsk-engelsk, mens den eneste egentlige afvigelse forekom på de nordlige øer Orkney og Shetland, hvor der blev talt norrønt.
Skotland har sit navn fra det latinske ord for en gæler, "scotus" (hvis etymologi er uklar). Skotland betød derfor oprindeligt "gælernes land" i kulturel og social sammenhæng. Indtil sent i det 15. århundrede blev "scottis" i skotsk-engelsk brugt for "gælisk", og de, der talte dette sprog, blev kaldt "scots". Efterhånden som den herskende gruppe kom til at tale skotsk-engelsk/engelsk, blev "scottis" associeret med landet i højere grad end folket, og ordet "erse" ("irsk") blev gradvist brugt til at signalere kulturpolitisk adskillelse med den åbenlyse implikation, at sproget ikke var rigtig skotsk og derfor indikerede fremmedhed.
De dialekter af nordlig middelengelsk, også kaldet tidlig skotsk, som havde udviklet sig i Lothian, og som var kommet til at blive sproget i det øvrige skotske kongerige i det tidlige 16. århundre, indtog efterhånden navnet skotsk. I det 17. århundrede var de gælisktalende folk indskrænket til det skotske højland og Hebriderne. Derudover havde de kulturelt undertrykkende midler, der blev taget over for de oprørske højlandssamfund af den britiske krone efter jakobiternes andet oprør i 1746, medført yderligere nedgang i sprogets udbredelse – i stor udstrækning som følge af tvungen emigration. Indskrænkelsen af brugen af skotsk gælisk fortsatte videre i det 19. og i begyndelsen af det 20. århundrede.
Det Skotske Parlament har sikret sproget en lovmæssig status og lige respekt (men dog ikke fuld lighed i retmæssig sammenhæng i skotsk lovgivning) i sammenligning med engelsk, hvilket har sat gang i håb, om at skotsk gælisk kan reddes fra at dø ud og måske endda blomstre op igen.

## Manx
I vore dage bruges manx som eneste indlæringssprog i fem af øens forskoler, der drives af et foretagende kaldet Mooinjer Veggey, som også står bag øens eneste manxtalende skole, Bunscoill Ghaelgagh. Der undervises i manx som andetsprog i alle øens øvrige skoler samt på gymnasiet Isle of Man College og på Centre for Manx Studies.

## Sammenligning

### Tallene
| #   | Irsk     | Skotsk gælisk | Manx      |
| --- | -------- | ------------- | --------- |
| 1   | aon      | aon           | un, nane  |
| 2   | dó       | dà            | daa       |
| 3   | trí      | trì           | tree      |
| 4   | ceathair | ceithir       | kiare     |
| 5   | cúig     | còig          | queig     |
| 6   | sé       | sia           | shey      |
| 7   | seacht   | seachd        | shiaght   |
| 8   | ocht     | ochd          | hoght     |
| 9   | naoi     | naoi          | nuy       |
| 10  | deich    | deich         | jeih      |
| 11  | aon déag | aon deug      | nane jeig |
| 12  | dó dhéag | dà dheug      | daa yeig  |
| 20  | fiche    | fichead       | feeid     |
| 100 | céad     | ceud          | keead     |

### Almindelige udtryk
| Irsk                                                                                      | Skotsk gælisk            | Manx               | Dansk                                     |
| ----------------------------------------------------------------------------------------- | ------------------------ | ------------------ | ----------------------------------------- |
| Fáilte romhat                                                                             | Fàilte                   | Failt              | Velkommen                                 |
| Ulster: Cad é mar atá tú? Connacht: Cén chaoi a bhfuil tú? Munster: Conas atá tú?         | Ciamar a tha thu?        | Kys t'ou?          | Hvordan går det?                          |
| Ulster: Cad é an t-ainm atá ort? Connacht: Cén t-ainm atá ort? Munster: Cad is ainm duit? | Dè an t-ainm a tha ort?  | Cre'n ennym t'ort? | Hvad hedder du?                           |
| Is mise...                                                                                | 'S mise...               | Mish...            | Jeg hedder...                             |
| Lá maith                                                                                  | Latha math               | Laa mie            | En god dag                                |
| Maidin mhaith                                                                             | Madainn mhath            | Moghrey mie        | En god morgen                             |
| Trathnóna maith                                                                           | Feasgar math             | Fastyr mie         | En god eftermiddag                        |
| Oíche mhaith                                                                              | Oidhche mhath            | Oie vie            | Godnat                                    |
| Go raibh maith agat                                                                       | Tapadh leat              | Gura mie ayd       | Tak                                       |
| Slán leat                                                                                 | Slàn leat / Mar sin leat | Slane lhiat        | Farvel                                    |
| Sláinte                                                                                   | Slàinte                  | Slaynt             | Helse (brugt som skålhilsen [jf. "Skål"]) |

## Påvirkning af andre sprog
Der er to sprog, som gælisk har påvirket til en vis grad, skønt de ikke selv er gæliske sprog. Shelta, et sprog talt af nomader i Irland og til dels England, betragtes sommetider som et gælisk sprog, men er faktisk et særsprog baseret på både irsk og engelsk med en syntaks, der primært stammer fra engelsk.
Bungi, der tales af métiser i dele af Canada, er en engelsk dialekt, der er påvirket af orkneyengelsk, skotsk-engelsk, cree-sprog, ojibwe-sprog og skotsk gælisk.